# Fronteira dos Vales
Fronteira dos Vales est une municipalité brésilienne de l'État du Minas Gerais et la microrégion de Nanuque.